# 普拉涅 (安省)
普拉涅（法語：Plagne，法語發音：[plaɲ]）是法国东部安省的一个市镇，属于楠蒂阿区。

## 地理
普拉涅（46°11'31"N, 5°43'42"E）面积6.2 平方千米，位于法国奥弗涅-罗讷-阿尔卑斯大区安省，该省份为法国东部省份，北起汝拉省，西北接索恩-卢瓦尔省，西接罗讷省和里昂大都会，南至伊泽尔省，东与萨瓦省、上萨瓦省和瑞士接壤。
与普拉涅接壤的市镇（或旧市镇、城区）包括：沙里、埃沙隆、圣日耳曼德茹。

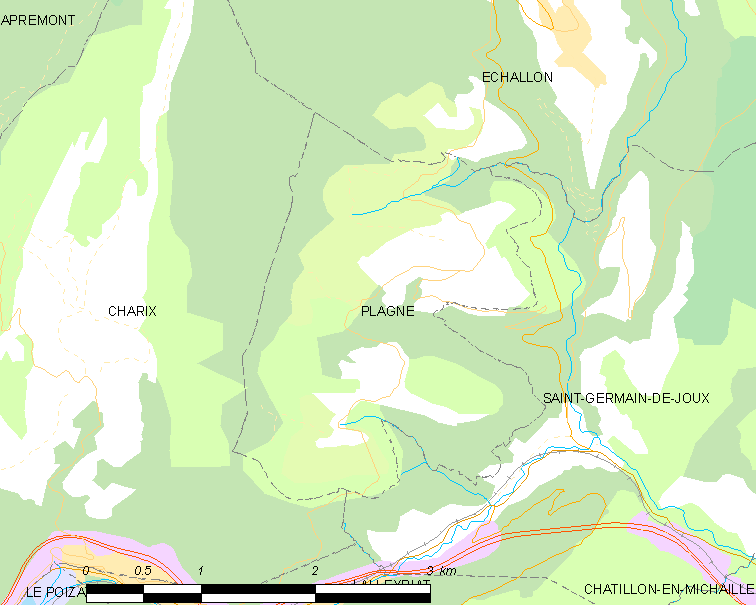
的OSM定位图

普拉涅的时区为UTC+01:00、UTC+02:00（夏令时）。

## 行政
普拉涅的邮政编码为01130，INSEE市镇编码为01298。

## 政治
普拉涅所属的省级选区为瓦尔瑟罗讷县。

## 人口

1962-2008年间人口变化图示

普拉涅于2022年1月1日时的人口数量为166人。